# Sjezdař
Sjezdař (v anglickém originále Downhill Racer) je americký sportovní film z roku 1969 s Robertem Redfordem, Genem Hackmanem a Camillou Sparvovou v hlavních rolích, který byl režijním debutem Michaela Ritchieho. Film, který napsal James Salter podle románu The Downhill Racers od Oakleyho Halla z roku 1963, pojednává o talentovaném sjezdaři, který se připojí k lyžařskému týmu Spojených států v Evropě, aby se zúčastnil mezinárodních lyžařských závodů.
Film se natáčel v rakouském Kitzbühelu a Sankt Antonu am Arlberg, švýcarském Wengenu, francouzských městech Megève a Grenoble a v Boulderu a Idaho Springs v Coloradu ve Spojených státech. Film se po uvedení do kin dočkal pozitivních recenzí; Roger Ebert jej označil za „nejlepší film o sportu, který byl kdy natočen – aniž by byl vůbec o sportu“.

## Děj
Americký lyžař David Chappellet přijíždí do Wengenu ve Švýcarsku, aby se připojil k americkému lyžařskému týmu, kde nahradí zraněného Tommyho Herba. Chappellet je osamělý a zaměřený pouze na to stát se šampionem, bez zájmu o týmovou spolupráci. Po několika závodech, kde ukáže svůj talent, se stane známým a přitahuje pozornost výrobce lyží Macheta a jeho asistentky Carole Stahl, se kterou naváže románek.
Chappellet vyhraje Hahnenkamm v Kitzbühelu, ale jeho arogance vzdaluje jeho týmové kolegy. I přesto získává místo v olympijském týmu na příští sezónu. V průběhu off-season pokračuje v románku s Carole, ale jejich vztah se rozpadne, když zjistí, že ho podvádí.
Před olympiádou, po tréninku v Wengenu, vyzve Chappellet svého týmového kolegu Creecha na závod. Po nebezpečném incidentu, kdy téměř zraní Creecha, se Chappellet stane největší nadějí týmu na zlatou medaili. Na Zimních olympijských hrách porazí Chappellet rakouského šampiona Maxe Meiera a získá zlatou medaili, když neznámý německý lyžař, který měl šanci vyhrát, havaruje těsně před cílem. Chappellet je oslavován jako olympijský šampion.